# Montréal, Gers
Montréal (trước kia còn gọi, Montréal-du-Gers) là một xã thuộc tỉnh Gers trong vùng Occitanie miền nam nước Pháp.